# زئاتین ردوکتاز
زئاتین ردوکتاز (به انگلیسی: Zeatin reductase) یک آنزیم وابسته به نیکوتین‌آمید آدنین دی‌نوکلئوتید فسفات است که واکنش شیمیایی زیر را کاتالیز می‌کند:
dihydrozeatin + NADP+ {\displaystyle \rightleftharpoons } zeatin + NADPH + H+